# Gila bicolor
Gila bicolor är en fiskart som först beskrevs av Girard, 1856.  Gila bicolor ingår i släktet Gila och familjen karpfiskar. Inga underarter finns listade i Catalogue of Life.